# Ejido Dolores
Ejido Dolores är en ort i Mexiko.   Den ligger i kommunen Dolores Hidalgo och delstaten Guanajuato, i den centrala delen av landet, 270 km nordväst om huvudstaden Mexico City. Ejido Dolores ligger 1 940 meter över havet och antalet invånare är 795.
Terrängen runt Ejido Dolores är huvudsakligen platt, men åt sydväst är den kuperad. Terrängen runt Ejido Dolores sluttar österut. Runt Ejido Dolores är det ganska tätbefolkat, med 93 invånare per kvadratkilometer. Närmaste större samhälle är Dolores Hidalgo, 1,3 km sydost om Ejido Dolores. Trakten runt Ejido Dolores består till största delen av jordbruksmark.